# Свифтис
Свифтис (англ. Swifties) — фэндом американской певицы и автора-исполнителя Тейлор Свифт, её фанаты и поклонники. Журналисты считают Свифтис одной из самых крупных, преданных и влиятельных фанбаз. Они известны своим высоким уровнем участия, креативности, общности, фанатизма и культурного влияния на музыкальную индустрию и популярную культуру. Они являются предметом широкого освещения в основных СМИ и часто рассматриваются как один из факторов успеха и популярности Свифт.
Критики и учёные отмечают интимность и уникальность отношений между артистом и фэндомом: Свифт часто общалась с фанатами, оказывала им личную помощь и ставила их на первое место, а последние оказывали беспрецедентную поддержку и интерес к творчеству Свифт и стойко переживали моменты её негативной прессы. Оказывая влияние на музыкальную индустрию и за её пределами во многих аспектах, Свифтис помогли Свифт с успехом её перезаписей после спора о владении её мастер-записями, способствовала политическому контролю Ticketmaster и вызвала экономический рост благодаря культурному воздействию тура Eras Tour. Однако фанбаза подвергалась критике за словесные нападки на интернет-пользователей и знаменитостей, которые злословили Свифт.
Релизы Свифт, её рекламные акции и выбор одежды привлекли внимание и получили признание за то, что в них содержатся «пасхальные яйца» и подсказки, которые расшифровываются Свифтис, называемыми частью музыкальной вселенной Свифт. Искусствоведы и аналитики по-разному описывают Свифтис как сообщество по интересам, субкультуру и почти метавселенную.

## История
Тейлор Свифт дебютировала как 16-летняя автор-исполнительница кантри-музыки в 2006 году. По сообщениям СМИ, у Свифт появилась своя фанбаза ещё в 2005 году. Ещё до выпуска своего дебютного сингла «Tim McGraw» (2006) Свифт использовала сайты социальных сетей. Она была одной из первых кантри-артисток, использовавших Интернет в качестве маркетингового инструмента для своей музыки. Свифт использовала MySpace преимущественно для саморекламы и общения со слушателями, которым нравилась её музыка, когда она звучала на радио. 31 августа 2005 года, за день до открытия её лейбла Big Machine Records, она создала свой аккаунт на MySpace. Песни Свифт на MySpace собрали более 45 млн прослушиваний, которые Скотт Борчетта, генеральный директор лейбла, предоставил «скептически настроенным» радиопрограммистам кантри, чтобы убедить их в наличии поклонников у песен Свифт.

### Этимология
Слово «Swiftie», обозначающее поклонника Свифт, стало популярным в конце 2000-х годов. Этимологически слово образовано от имени Свифт и суффикса «ie» (или иногда «y», как в слове «Swifty»), который часто используется в уменьшительно-ласкательных формах для обозначения привязанности. В 2012 году в интервью на Vevo Свифт заявила, что её поклонники называют себя «Swifties», что она считает «очаровательным». В марте 2017 года Свифт подала заявку на регистрацию слова Swifties в качестве товарного знака. В 2023 году Оксфордский словарь английского языка определил Swiftie как существительное, означающее «восторженный поклонник певицы Тейлор Свифт». Согласно словарю, некоторые слова образуют коллокацию со Swiftie в популярном использовании — это «фэндом», «die-hard», «hardcore» и «self-proclaimed». Согласно Dictionary. com, термин Swiftie часто подразумевает, что человек является «очень страстным и преданным фанатом — в отличие от просто случайного слушателя».

## Отношения

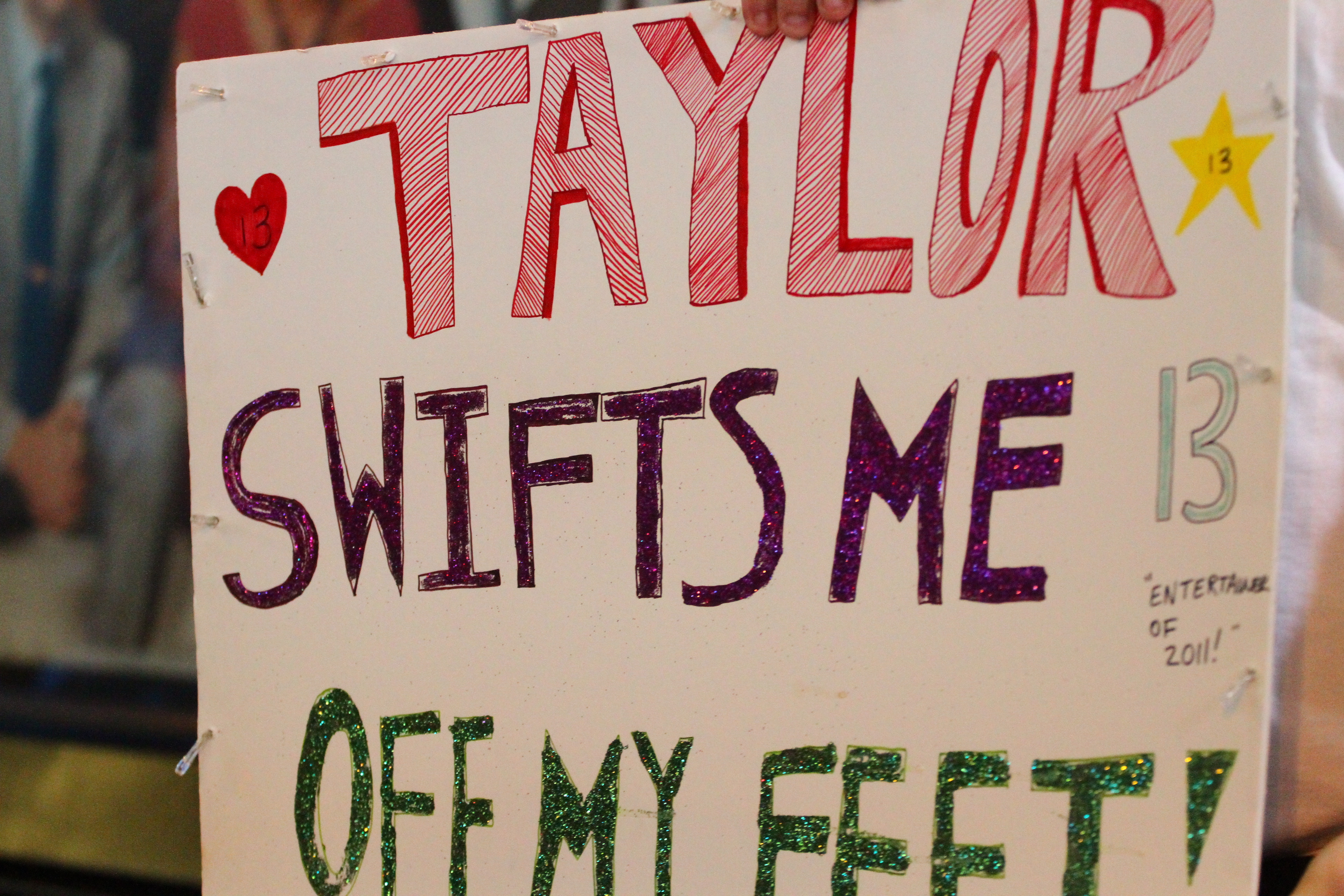
Фанатский постер Свифтис

Свифт поддерживает тесные отношения с поклонниками из Свифтис, которым многие журналисты приписывают культурное влияние. По мнению The Washington Post, Свифт и Swifties — это «часть одной большой группы друзей». Многие поклонники чувствуют связь с ней, поскольку «выросли вместе с ней и её музыкой». Её связь с поклонниками считается уникальной для артистов её уровня: она общается с ними в социальных сетях, посылает им подарки, выбирает их для участия в закрытых концертах или встречах, наносит неожиданные визиты, участвует в некоторых их мероприятиях (например, свадьбе или девичнике), дарит бесплатные билеты малоимущим или больным поклонникам. Привычка Свифт скрываться от своих поклонников в Интернете получила у них название «Taylurking».
Она устраивала «Секретные сессии» — серию предрелизных вечеринок с прослушиванием альбомов для поклонников у себя дома, в 2014, 2017 и 2019 годах и в 2014 году провела рождественское мероприятие, прозванное фанатами «Swiftmas», когда Свифт разослала поклонникам посылки с рождественскими подарками, а некоторые из них доставила вручную. Свифт писала песни в честь своих поклонников, такие как «Long Live» (2010) или «Ronan» (2012); последняя является благотворительной записью о четырёхлетнем сыне поклонника, умершем от нейробластомы. В 2023 году она бесплатно пригласила 2200 поклонников на мировую премьеру своего концертного фильма «Taylor Swift: The Eras Tour». В 2023 году Зоя Раза-Шейх из The Independent высказала мнение, что Свифт «остаётся на переднем крае в предоставлении услуг для поклонников, чтобы культивировать постоянно растущую аудиторию. Будь то персональные приглашения домой к певице на вечеринки по прослушиванию альбомов, так называемые Secret Sessions, или тусовки перед концертами, она продолжает ставить своих поклонников на первое место».
Благодаря большой фанбазе Свифт является одной из самых популярных персон в социальных сетях. По словам Натана Хаббарда, руководителя отдела продаж билетов, Свифт стала первым музыкантом, «который изначально работал в Интернете». Критик Rolling Stone Бриттани Спанос считает, что Свифт создала свою фанбазу в социальных сетях: «Она использовала Tumblr уже давно. Твиттер. Сейчас она на TikTok, комментирует чужие видео». Часть TikTok, в которой доминируют свифтис, известна как «Swiftok».
Она жертвовала донаты поклонникам на покрытие их академических кредитов, медицинских счетов, арендной платы или других расходов, а однажды купила дом для беременной бездомной поклонницы. Её чрезмерное пожертвование поклоннику с лейкемией на GoFundMe в 2015 году заставило краудфандинговую платформу расширить свои правила. В 2023 году тысячи свифтис вместе пожертвовали 125 000 долларов США через GoFundMe семье своего товарища, который был сбит пьяным водителем по дороге домой с концерта Свифт; большая часть пожертвованной суммы была передана порциями по 13 долларов — это любимое число Свифт.
Несмотря на то, что Свифтис в целом воспринимаются как фэндом, единодушно поддерживающий Свифт, члены фэнбазы также неоднократно критиковали её на протяжении многих лет. Среди причин — недостаточная политическая активность Свифт, например, во время избрания Дональда Трампа 45-м президентом США или израильско-палестинского конфликта и люди, с которыми она была связана, например, её бывший романтический интерес Мэтт Хили, известный своими противоречивыми высказываниями. По сообщениям СМИ, Свифт также критиковала своих поклонников или некоторых из них в некоторых текстах песен своего десятого студийного альбома The Tortured Poets Department (2024), в частности, в композициях «But Daddy I Love Him» и «Who’s Afraid of Little Old Me?» за вторжение в её личную жизнь.

## Мифология и общество

Во время тура The Eras Tour (2023) Свифтис делали и делились браслетами дружбы, вдохновляясь песней «You’re On Your Own, Kid». Число 13, как любимое и счастливое число Свифт, также часто упоминается поклонниками.

Журналисты описывают её творчество, известность и фанфары вокруг них как самостоятельный мир, называя его музыкальной «вселенной», которую анализируют Свифтис. Благодаря активному использованию «пасхальных яиц» и «необычайно тесной связи с поклонниками». Свифт стала источником мифов в популярной культуре. Её наряды, аксессуары, дикция, цветовое кодирование и нумерология также являются пасхальными яйцами. Свифтис известны своими фанатскими теориями, разбивающими и связывающими различные элементы, которые они считают подсказками или пасхальными яйцами. По словам Брюса Артура из Toronto Star, «за Свифт следуют фанаты, чья преданность её мифологии византийская, многослойная, сложная и мессианская».
Glamour и The Washington Post назвали это кинематографической вселенной Тейлор Свифт (Taylor Swift Cinematic Universe). Entertainment Weekly назвал это музыкальной вселенной Тейлор Свифт (Taylor Swift Musical Universe) — «поп-звезды, известной своими невероятными намёками, поклонники которой превращают каждую информацию в археологические раскопки в Интернете». В The Guardian Адриан Хортон заявил, что «Swiftverse» — это субкультура масс-медиа, выращенная «годами создания мира и свифтианской мифологии», а Алим Херадж написал, что Свифт превратила поп-музыку в «многопользовательскую головоломку» с участием фанатов, которую пытались воспроизвести другие исполнители.
По словам Синеад О’Салливан из The New Yorker, «Swiftverse» — это «фанатская вселенная, наполненная сложными, последовательными повествованиями, которые были контекстуализированы через множество перспектив» в альбомах Свифт.
Эндрю Унтербергер из журнала Spin писал, что символика является «неразрывным элементом опыта Тейлор Свифт» и ключом к пониманию её творчества. По мнению Каролины Мимбс Найс из журнала The Atlantic, фэндом Свифт — это почти метавселенная: «огромное виртуальное сообщество, не связанное ни с одной платформой, основанное на мире вокруг Тейлор Свифт, которому не хватает только виртуального 3D-пространства, в котором можно общаться». По словам Яра, Свифт нравится вставлять «подсказки, намёки и головоломки» в свои произведения, посты в социальных сетях и интервью, создавая самомифологию, которая, по мнению поклонников, может иметь скрытый смысл и попытки расшифровать его, например, дату выхода, название песни или альбома или художественный элемент. Маделин Меринук из журнала Today заметила, что «пасхальные яйца» Свифт, которые зародились как короткие сообщения, спрятанные в замысловатых упаковках компакт-дисков, со временем стали более инновационными и замысловатыми. В СМИ критический анализ называют «свифтологией» (Swiftology). Например, «шарф», упомянутый в песне «All Too Well», стал темой для мифологии.
Свифт известна своими роллаутами альбомов и рекламными концепциями, которые часто называют «эрами» или «эпохами». Каждая эра характеризуется эстетической идеей, цветовой палитрой, настроением и модным стилем. Таким образом, Свифт на протяжении всей своей карьеры меняла свой образ и стиль, что, по мнению Эшли Лутц из Fortune, способствовало расширению её фанбазы. Старший редактор Today Елена Николау рассказала о том, как Свифтис, в основном принадлежащая к миллениалам, внедряет культуру Свифтис в свои свадьбы и другие мероприятия.

### Социологические характеристики
Свифтиc были описаны как лояльная фанбаза с высоким уровнем участия и креативности. По мнению The Washington Post, Свифт и свифтиc — это «часть одной большой группы друзей». Многие фанаты чувствуют связь с ней, поскольку «выросли с ней и её музыкой». Положительный приём Reputation, который был выпущен после споров 2016 года, продемонстрировал их приверженность ей, независимо от смены тональности в её творчестве и общественном восприятии. Billboard пишет, что беспрецедентный успех перезаписанных альбомов Свифт стал ещё одним доказательством их преданности. По словам Уиллмана, успех перезаписанных альбомов вдохновил других артистов «использовать фанатов в своих деловых спорах». Автор Аманда Петрусич описывает преданность Свифтис как «могущественную и пугающую».
Потребительский феномен покупки всего, что связано со Свифт, газета The Guardian назвала «эффектом Тейлор Свифт» («the Taylor Swift effect»). По мнению бизнесменов Брендана Канавана и Клэр МакКэмли, отношения между Свифт и свифтис представляют собой постпостмодернистский консюмеризм. Социолог Брайан Донован считает, что «ажиотаж вокруг Свифт легко счесть бездумным поклонением героям. Однако Свифтис продемонстрировали силу фэндома для создания социальных связей, выходящих за рамки консьюмеризма». Он высоко оценил способность Свифт «использовать в своём фэндоме менталитет коллекционера». Брюс Артур считает: «Людям нравится рассматривать Свифтис как крайний случай, но в спорте это функционирует точно так же».
Ажиотаж, получивший общее название «Свифтмания» («Swiftmania»), рассматривается журналистами, такими как Джон Брим из Star Tribune, как эквивалент битломании 21-го века: «Свифт достигла некогда немыслимой монокультуры, духа времени, повторившего битломанию». Шоу и телепередачи с участием Свифт часто переживают пик зрительской аудитории благодаря свифтис.
Помимо музыкальных исполнителей, которые указывали на влияние Свифт, таких как Оливия Родриго, Холзи и Камила Кабельо, и другие знаменитости и актёры называли себя Свифтис.

## Демография
По данным исследования Morning Consult, проведённого в 2023 году, в США 52 % поклонников Свифт — женщины, 48 % — мужчины. По политическим взглядам 55 % из них являются демократами, 23 % — республиканцами и 23 % — независимыми. В расовом отношении 74 % фанатов были белыми, 13 % — чернокожие, 9 % — американцы азиатского происхождения и 4 % — представители других рас. С точки зрения поколений, 45 % из них — миллениалы, 23 % — бэби-бумеры, 21 % — поколение X и 11 % — поколение Z. Журналистка CNN Элисон Морроу в статье «Одна нация под руководством Свифт» написала, что поклонники Свифт объединили партии против Ticketmaster так, как «не смогли предвидеть отцы-основатели».

### Политическая роль
Брук Шульц из Associated Press назвала поклонников Свифт влиятельной демографической группой избирателей в американской политике: «огромная сила и размер фэндома Свифт подстегнули разговоры об экономическом неравенстве, символом которого является компания Ticketmaster». По данным опроса, проведённого в 2023 году в газете The Times, 53 % взрослых американцев считают себя «фанатами» Свифт, о чём, по словам журналистки Элли Остин, Байден и Трамп «могут только мечтать». Остин объяснила, что, хотя сама Свифт придерживается левых взглядов, некоторые консерваторы по-прежнему «жаждут» её, что делает её решающим фактором, способным преодолеть политический раскол в Америке. На международном уровне кандидаты в президенты, такие как Габриэль Борич в Чили и Лени Робредо на Филиппинах, в ходе своих избирательных кампаний обращались к свифтис.
Боевики Исламского государства (ИГИЛ) планировали совершить массовое убийство посетителей одного из концертов Свифт в рамках тура Eras Tour в Вене (Австрия), но впоследствии заговор был сорван австрийскими властями.

## Влияние на культуру
Свифтис получили широкое освещение благодаря своей поддержке Свифт с точки зрения её коммерческого успеха. Свифт известна своими большими продажами компакт-дисков и виниловых пластинок, несмотря на то, что в XXI веке музыкальная сцена перешла в основном на цифровые носители.
В 2014—2015 годах Свифт подала в суд на музыкальные стриминговые сервисы Spotify и Apple Music с требованием урегулировать их политику, чтобы защитить целостность артистов. Она объявила, что 1989, её первый в поп-музыкальный альбом, не будет выпущен на Spotify, протестуя против «мизерных» выплат музыкантам. Некоторые журналисты, например Нилай Патель из Vox, критиковали убеждения Свифт; Патель говорил, что Интернет саботировал формат альбомов, утверждая, что большинство поклонников больше не будут покупать диски Свифт. Многие представители индустрии считали, что отход Свифт от кантри-музыки и потоковых платформ повлияет на продажи альбома. Издания прогнозировали, что 1989 не продастся тиражом более миллиона копий за первую неделю, как её предыдущие альбомы Speak Now (2010) и Red (2012). Однако, несмотря на отсутствие поддержки потокового вещания, 1989 имел беспрецедентный успех для Свифт и был широко раскуплен поклонниками в виде компакт-дисков в магазине Target. Альбом стал первым альбомом Свифт, проданным тиражом 1,28 млн копий за первую неделю. В 2020-х годах Свифтис также приписывают роль одного из факторов возрождения винила. Виниловые варианты LP альбомов Свифт продавались исключительно в магазинах малого бизнеса, что способствовало росту их прибыли.
Известно, что концерты Свифт, например, Eras Tour, стимулируют экономику близлежащих городов . Свифтис оказывают влияние на экономику, что объясняется «бурным ростом» туристического, гостиничного, косметического, модного и продуктового бизнеса, который значительно увеличивает доходы городов от туризма. Газета Los Angeles Times описала Свифтис как экономический микрокосм, состоящий из стремительно растущего спроса, ограниченного предложения, завышения цен и покупателей, «готовых платить практически за все».
Заметив растущую тенденцию к проведению танцевальных вечеринок на тему Свифт в мире, отраслевые обозреватели пришли к выводу, что культурная позиция Свифт как основного элемента музыкального ландшафта XXI века позволяет ночным клубам извлекать из неё прибыль, устраивая специализированные мероприятия для поклонников. Одной из таких вечеринок является «Swiftogeddon», которая началась как разовое мероприятие Свифт в Лондоне и переросла в тур по всей Великобритании с клубными ночами, которые раскупаются каждые выходные. Тренды свифтис также вдохновили различные компании. The A.V. Club заявил, что «обычно поп-звезды — это товар, а фэндом — потребитель», но Swifties сами являются товаром. Например, фраза «seemingly ranch» («кажется, ранч», американский соус) стала трендом в Твиттере после того, как один из фанатов использовал её в подписи к фотографии Свифт, что породило целую серию вирусных мемов и заставило такие бренды, как Heinz и Primal Kitchen, выпустить лимитированные продукты под названием «Seemingly Ranch».

## Награды и номинации
| Организация                                | Год  | Награда                          | Результат | Ссылка          |
| ------------------------------------------ | ---- | -------------------------------- | --------- | --------------- |
| Capricho Awards de Gato Nacional           | 2020 | Fandom of the Year               | Номинация | [ 110 ]         |
| iHeartRadio Music Awards                   | 2014 | Best Fan Army                    | Номинация | [ 111 ]         |
| iHeartRadio Music Awards                   | 2015 | Best Fan Army                    | Номинация | [ 112 ]         |
| iHeartRadio Music Awards                   | 2016 | Best Fan Army                    | Номинация | [ 113 ]         |
| iHeartRadio Music Awards                   | 2018 | Best Fan Army                    | Номинация | [ 114 ]         |
| iHeartRadio Music Awards                   | 2019 | Best Fan Army                    | Номинация | [ 115 ]         |
| iHeartRadio Music Awards                   | 2020 | Best Fan Army                    | Номинация | [ 116 ]         |
| iHeartRadio Music Awards                   | 2021 | Best Fan Army                    | Номинация | [ 117 ]         |
| iHeartRadio Music Awards                   | 2022 | Best Fan Army                    | Номинация | [ 118 ]         |
| iHeartRadio Music Awards                   | 2023 | Best Fan Army                    | Номинация | [ 119 ]         |
| iHeartRadio Music Awards                   | 2024 | Best Fan Army                    | Номинация | [ 120 ] [ 121 ] |
| MTV Europe Music Awards                    | 2015 | Biggest Fans                     | Номинация | [ 122 ]         |
| MTV Europe Music Awards                    | 2017 | Biggest Fans                     | Номинация | [ 123 ]         |
| MTV Europe Music Awards                    | 2018 | Biggest Fans                     | Номинация | [ 124 ]         |
| MTV Europe Music Awards                    | 2019 | Biggest Fans                     | Номинация | [ 125 ]         |
| MTV Europe Music Awards                    | 2020 | Biggest Fans                     | Номинация | [ 126 ]         |
| MTV Europe Music Awards                    | 2021 | Biggest Fans                     | Номинация | [ 127 ]         |
| MTV Europe Music Awards                    | 2022 | Biggest Fans                     | Номинация | [ 128 ]         |
| MTV Europe Music Awards                    | 2023 | Biggest Fans                     | Номинация | [ 129 ]         |
| MTV Fandom Awards                          | 2015 | Fandom Army of the Year          | Номинация | [ 130 ]         |
| Nickelodeon Australian Kids' Choice Awards | 2015 | Aussie/Kiwi’s Favourite Fan Army | Номинация | [ 131 ]         |
| Nickelodeon Mexico Kids' Choice Awards     | 2023 | Master Fandom                    | Номинация | [ 132 ]         |
| Nickelodeon UK Kids' Choice Awards         | 2015 | UK Favorite Fan Army             | Номинация | [ 133 ]         |
| O Music Awards                             | 2012 | Fan Army                         | Номинация | [ 134 ]         |
| O Music Awards                             | 2012 | Most Extreme Fan Outreach        | Победа    | [ 134 ]         |
| Radio Disney Music Awards                  | 2014 | Fiercest Fans                    | Победа    | [ 135 ]         |
| Radio Disney Music Awards                  | 2016 | Fiercest Fans                    | Номинация | [ 136 ]         |
| Teen Choice Awards                         | 2014 | Choice Fanatic Fans              | Номинация | [ 137 ]         |
| Teen Choice Awards                         | 2018 | Choice Fandom                    | Номинация | [ 138 ]         |
| Teen Choice Awards                         | 2019 | Choice Fandom                    | Номинация | [ 139 ]         |

## Критика
Свифтис также подвергаются критике за определённое поведение. Журналисты осуждали парасоциальное взаимодействие некоторых свифтиc со Свифт, включая чрезмерный интерес к личной жизни Свифт. Фанаты собирались и буквально роились в местах, где она была замечена. Также сообщалось, что они нападали на других знаменитостей, журналистов и пользователей Интернета, преследовали их или угрожали им расправой по различным причинам, например, за негативные высказывания о Свифт.
Журнал Vice сравнил их с культом и назвал фэндом «в равной степени гостеприимным, но закрытым сообществом, попавшим в муки идеалистической, одержимой культуры знаменитостей».

## Исследования
Свифтис стали объектом журналистского и научного интереса, изучались их социальный капитал, потребительские характеристики и межличностные отношения. Их «активное создание контента, цифровая смекалка, организаторские способности и иногда порочное поведение в сети» также являются предметом изучения, по мнению исследователей интернет-культуры Кристины Лопес и Авниша Чандры. Донован отличил обычных «фанатов Тейлор Свифт» от Свифтис, отметив, что последние представляют собой субкультуру, характеризующуюся коллективной энергичностью, в отличие от других фанбаз. Некоторые лингвисты называют язык Свифт, основанный на текстах песен, «фанилектом» («fanilect»). Карта интернет-сети 2023 года (Network mapping, картирование сетей — это изучение физической связности интернета), опубликованная Лопесом и Чандрой, разделила Свифт на шесть различных фракций на основе онлайн-взаимодействия и тем обсуждения. В различных университетах существуют фан-клубы, посвящённые Свифт.